# Kaleidoscópio
Kaleidoscópio é um grupo musical brasileiro formado em 2002, misturando europop e drum and bass. É formado pelo DJ e produtor Ramilson Maia com a cantora, bailarina e compositora Janaína Lima e pelo DJ e produtor Gui Boratto.

## Carreira
O grupo trata-se de um projeto não fixo, porém frequente entre três artistas que unem música  eletrônica com MPB, bossa nova e pop. Ganharam conhecimento em todo  Brasil e em alguns países como grande parte da Europa e Japão graças aos sucessos de músicas como  "Tem que Valer" e "“Meu Sonho”.
“Você Me Apareceu” foi a terceira música mais tocada no verão italiano de 2004. Em 2006 com o   projeto “Kaleido” permaneceram trabalhando somente para o mercado japonês, em parcerias com  produtores japoneses e com o brasileiro Deep Lick. Em 2007 foi lançado mais o CD “New Session”  primeiro apenas no Japão, e depois para outros paises. O álbum trouxe 7 musicas inéditas, letras de  Janaina Lima e produzidas por vários produtores japoneses como Cargo, Ryukyudisco, FreeTempo, M- Swift, Jazzida Grande e Elmio.
Várias músicas do grupo foram lançadas em coletânias musicais e trilhas sonoras no Brasil e em vários países Uma das primeiras foi na trilha sonora da décima temporada da novela Malhação da Rede Globo. Em 2010 o grupo esteve em recesso e a vocalista Janaína lançou um álbum solo no Brasil. Em meados de 2012 o  grupo retorna a fazer shows por todo o mundo.
Em novembro de 2015, lançaram uma nova música, para comemorar os 10 anos do grupo, intitulada de "Amava Você". A música também ganhou um clipe, disponível no YouTube.

## Discografia

### Álbuns de estúdio
| Álbum         | Detalhes                                                                                |
| ------------- | --------------------------------------------------------------------------------------- |
| Tem Que Valer | - Lançamento: 3 de maio de 2003 - Formatos: CD, download digital - Gravadora: Irma      |
| Kaleido       | - Lançamento: 20 de setembro de 2006 - Formatos: CD, download digital - Gravadora: Irma |
| New Sessions! | - Lançamento: 8 de agosto de 2007 - Formatos: CD, download digital - Gravadora: Irma    |

### Coletâneas
| Álbum                          | Detalhes                                                                              |
| ------------------------------ | ------------------------------------------------------------------------------------- |
| Tem Que Valer: Special Edition | - Lançamento: 7 de junho de 2005 - Formatos: CD, download digital - Gravadora: Irma   |
| Brazilian Rave                 | - Lançamento: 7 de maio de 2008 - Formatos: CD, download digital - Gravadora: Irma    |
| The Best Love                  | - Lançamento: 7 de outubro de 2009 - Formatos: CD, download digital - Gravadora: Irma |

### Singles
| "Tem Que Valer"                                                                | 2003 | —  | —  | —  | —  | Tem Que Valer                 |
| "Você Me Apareceu"                                                             | 2004 | 52 | 37 | 12 | 65 | Tem Que Valer                 |
| "Meu Sonho"                                                                    | 2004 | —  | —  | —  | —  | Tem Que Valer                 |
| "Madalena"                                                                     | 2004 | —  | —  | —  | —  | Tem Que Valer                 |
| "Feliz de Novo"                                                                | 2005 | —  | —  | —  | —  | Tem Que Valer                 |
| "O Que Faz Vibrar"                                                             | 2006 | —  | —  | —  | —  | Kaleido                       |
| "Luz do Sol"                                                                   | 2006 | —  | —  | —  | —  | Kaleido                       |
| "Saudade de Você"                                                              | 2007 | —  | —  | —  | —  | New Sessions!                 |
| "Brasil"                                                                       | 2007 | —  | —  | —  | —  | New Sessions!                 |
| "Chega Mais Perto"                                                             | 2009 | —  | —  | —  | —  | The Best Love                 |
| "Estrelas"                                                                     | 2013 | —  | —  | —  | —  | Não adicionado à nenhum álbum |
| "Amava Você"                                                                   | 2015 | —  | —  | —  | —  | Não adicionado à nenhum álbum |
| "Menino Lindo" (part. Mad Zoo)                                                 | 2016 | —  | —  | —  | —  | Não adicionado à nenhum álbum |
| "—" denota singles que não entraram nas paradas ou não foram lançados no país. |      |    |    |    |    |                               |

### Outras aparições
| Título                   | Ano  | Outro(s) artista(s)   | Álbum                 |
| ------------------------ | ---- | --------------------- | --------------------- |
| "Flor de Liz"            | 2005 | —                     | Latin Aperitivo       |
| "Dignidade"              | 2006 | DJ Cargo              | Aperitivo Tokyo       |
| "Dancing"                | 2006 | Electric Conversation | Dancing / Vibe Change |
| "Vamos Jogar Pra Ganhar" | 2007 | —                     | Sambass 4             |
| "Para Pra Pensar"        | 2007 | —                     | Dona Flor 2           |
| "Sem Parar"              | 2007 | Ryukyudisko           | Insularhythm          |
| "Brazil"                 | 2007 | FreeTEMPO             | Sounds                |
| "País Brasileiro"        | 2007 | —                     | The Samba Club Night  |